# Euplocia membliaria
Euplocia membliaria är en fjärilsart som beskrevs av Cramer-stoll. 1780. Euplocia membliaria ingår i släktet Euplocia och familjen nattflyn. Inga underarter finns listade i Catalogue of Life.

## Bildgalleri

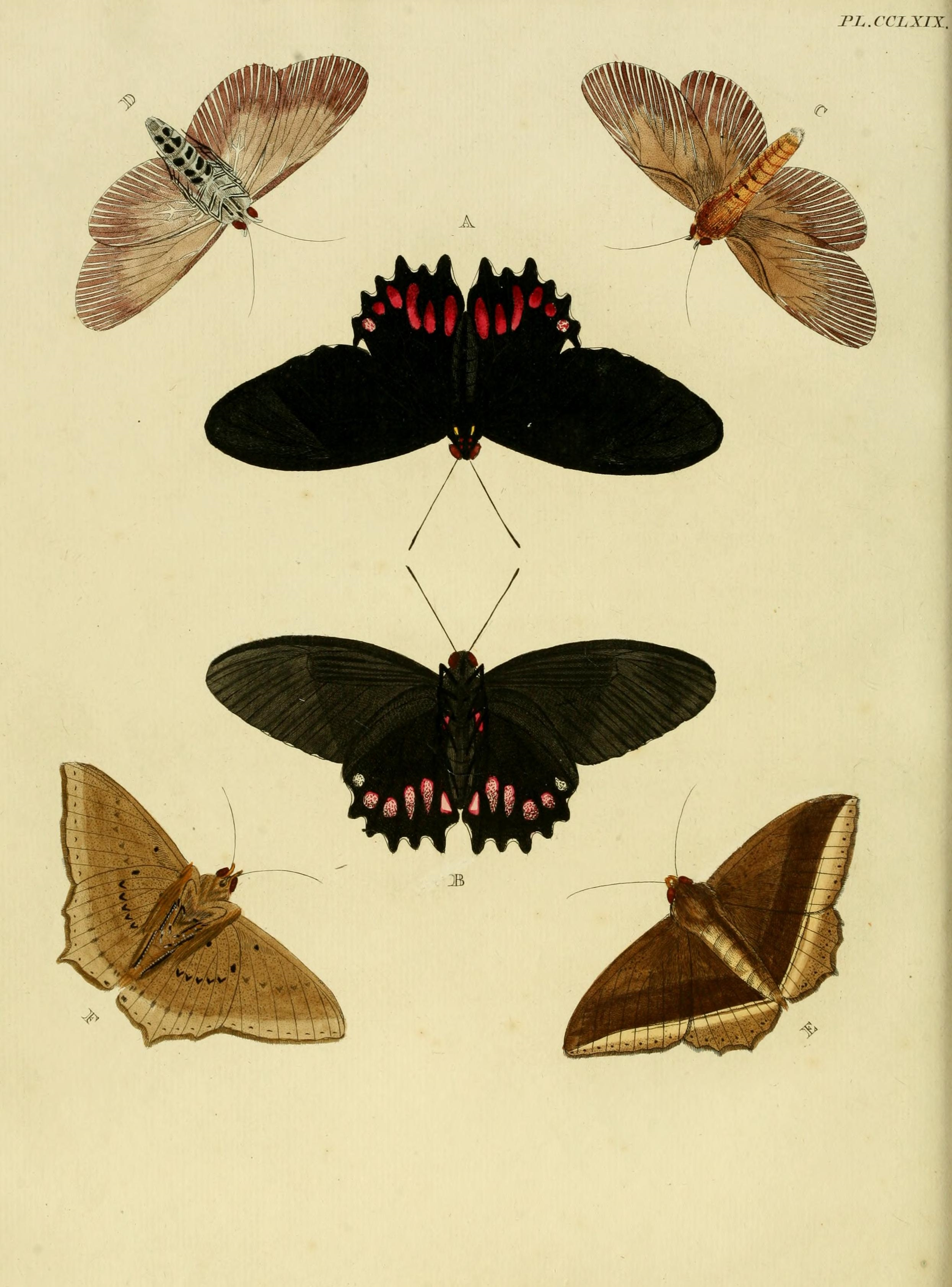
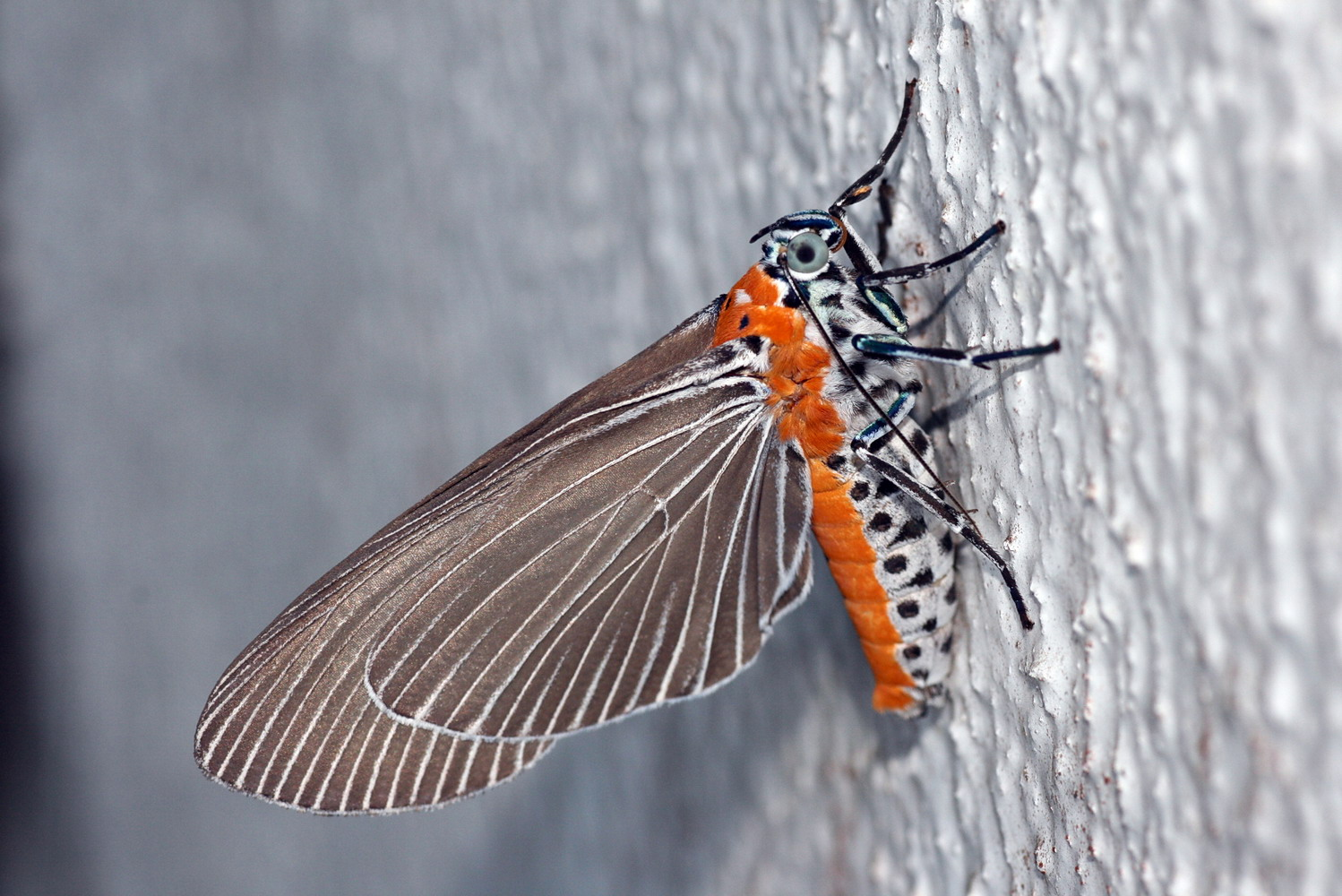
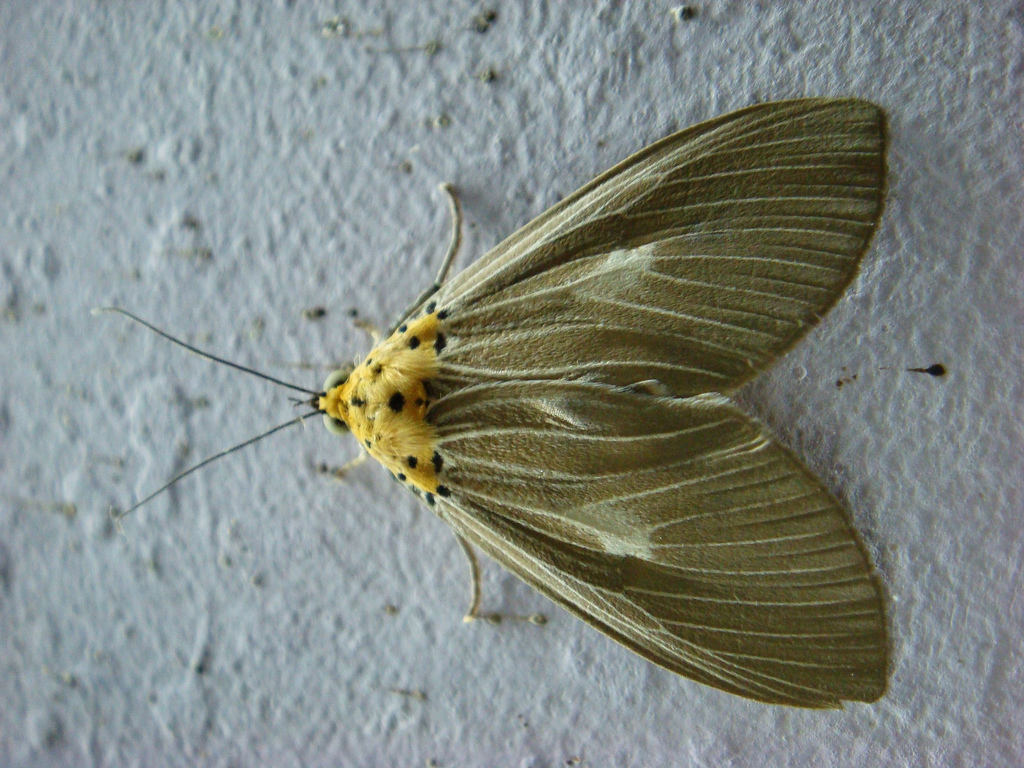